# Stuart Little 3: Call of the Wild
Stuart Little 3: Call of the Wild és una pel·lícula d'animació estatunidenca del 2005, dirigida per Audu Paden. És la tercera part de la trilogia de pel·lícules després de Stuart Little (1999) i Stuart Little 2 (2002), i és l'única de les tres pel·lícules basades en l'obra d'I.B. White rodada per ordinador.

## Argument
La família marxa de vacances i George (Corey Padnos) coneix a una noia anomenada Brooke (Tara Strong). Per la seva banda, Stuart (Michael J. Fox) coneix a una guineu anomenada Reeko (Wayne Brady) que està obligada a donar menjar a un ésser anomenat La Bèstia (Virginia Madsen). Tot es complica, quan Snowbell (Kevin Schon) és la nova presa de la temuda Bèstia.

## Repartiment
- Michael J. Fox: Stuart Little
- Geena Davis: Sra. Eleanor Little
- Hugh Laurie: Sr. Frederick Little
- Corey Padnos: George Little
- Wayne Brady: Reeko
- Kevin Schon: Snowbell
- Virginia Madsen: La Bèstia - un lleó femella
- Peter MacNicol: Troopmaster Bickle
- Rino Romano: Monty
- Tara Strong: Brooke
- Sophia Paden: Conillet
- Tom Kenny: Animal del Bosc
- Kath Soucie: Animal del Bosc
- Frank Welker: Veus efectes dels animals (sense acreditar)